# Dicrastylis georgei
Dicrastylis georgei là một loài thực vật có hoa trong họ Hoa môi. Loài này được Munir mô tả khoa học đầu tiên năm 1978.